# Jonathan Kelly
Jonathan Kelly (Petersfield, 1969) es un oboísta inglés. Es el oboe principal de la Orquesta Filarmónica de Berlín.
Kelly nació en 1969 y se educó en la Magdalen College School, en Brackley, Northamptonshire, Reino Unido, donde comenzó con el oboe. Obtuvo una beca que le permitió estudiar con Helen Armstrong. En sus años de escuela tocó en la Joven Orquesta Nacional de Gran Bretaña y más tarde en la Joven Orquesta de la Unión Europea, siendo el primer ganador del Premio Mick Baines. Se licenció en historia en Cambridge y luego estudió con Celia Nicklin en la Royal Academy of Music,, donde ganó el Premio del Presidente. Realizó estudios de perfeccionamiento en París con Maurice Bourge.
En 1991 fue nombrado Oboe Principal en la Orquesta Sinfónica de la Ciudad de Birmingham, dirigida por Simon Rattle, donde permaneció hasta 2003, cuando fue nombrado Solista (Principal) de Oboe en la Filarmónica de Berlín, también con Rattle. Toca un Marigaux 901.